# 罗帅
罗帅（1997年4月16日—），中国男子现代五项运动员，2018年亚洲运动会男子个人铜牌得主、2022年亚洲现代五项锦标赛男子个人和男子团体金牌得主、2022年亚洲运动会男子团体银牌得主。